# Wilder (Idaho)
Wilder es una ciudad ubicada en el condado de Canyon en el estado estadounidense de Idaho. En el Censo de 2010 tenía una población de 1533 habitantes y una densidad poblacional de 803,11 personas por km².

## Geografía
Wilder se encuentra ubicada en las coordenadas 43°40′42″N 116°54′27″O / 43.67833, -116.90750. Según la Oficina del Censo de los Estados Unidos, Wilder tiene una superficie total de 1.91 km², de la cual 1.88 km² corresponden a tierra firme y (1.49%) 0.03 km² es agua.

## Demografía
Según el censo de 2010, había 1533 personas residiendo en Wilder. La densidad de población era de 803,11 hab./km². De los 1533 habitantes, Wilder estaba compuesto por el 44.62% blancos, el 0.2% eran afroamericanos, el 1.76% eran amerindios, el 0.39% eran asiáticos, el 0% eran isleños del Pacífico, el 51.14% eran de otras razas y el 1.89% pertenecían a dos o más razas. Del total de la población el 0.08% eran hispanos o latinos de cualquier raza.